# Standard Life Building
El Standard Life Building  es un edificio histórico de gran altura en la ciudad de Jackson, en el estado de Misisipi (Estados Unidos). Fue diseñado en estilo arquitectónico art déco y se completó en 1929. Es el cuarto edificio más alto de Jackson.

## Galería

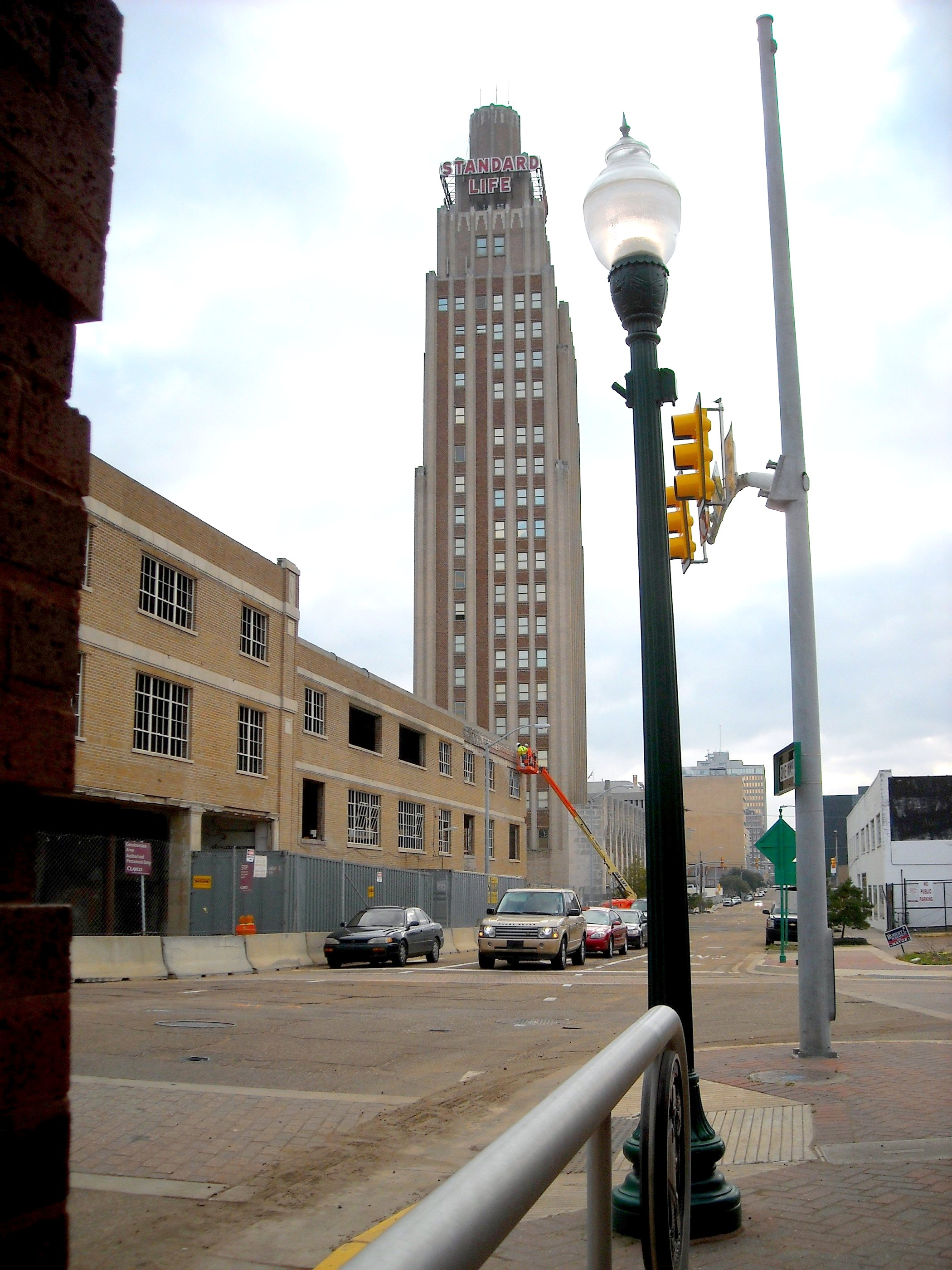
Visata desde el viaducto
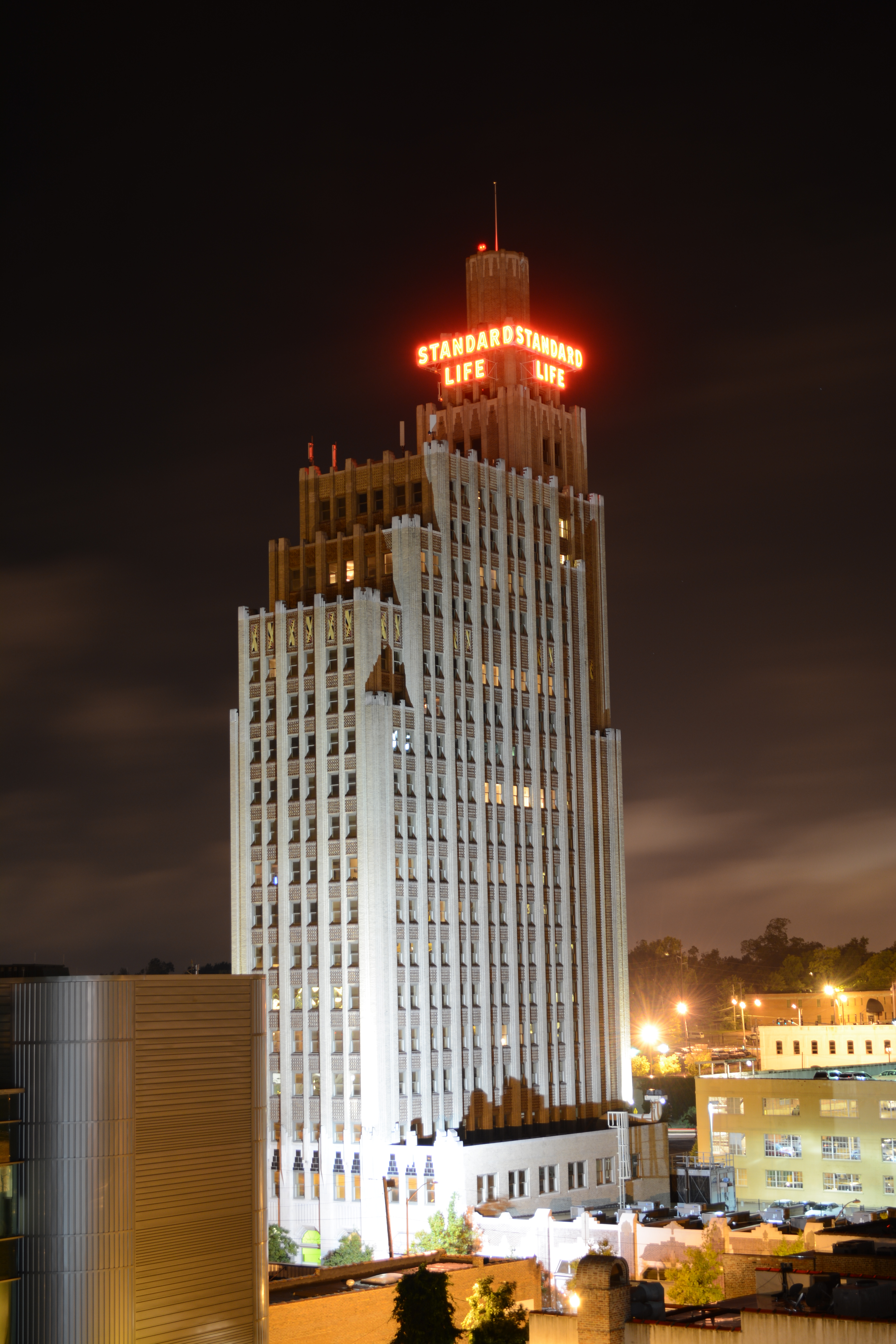
Iluminación nocturna
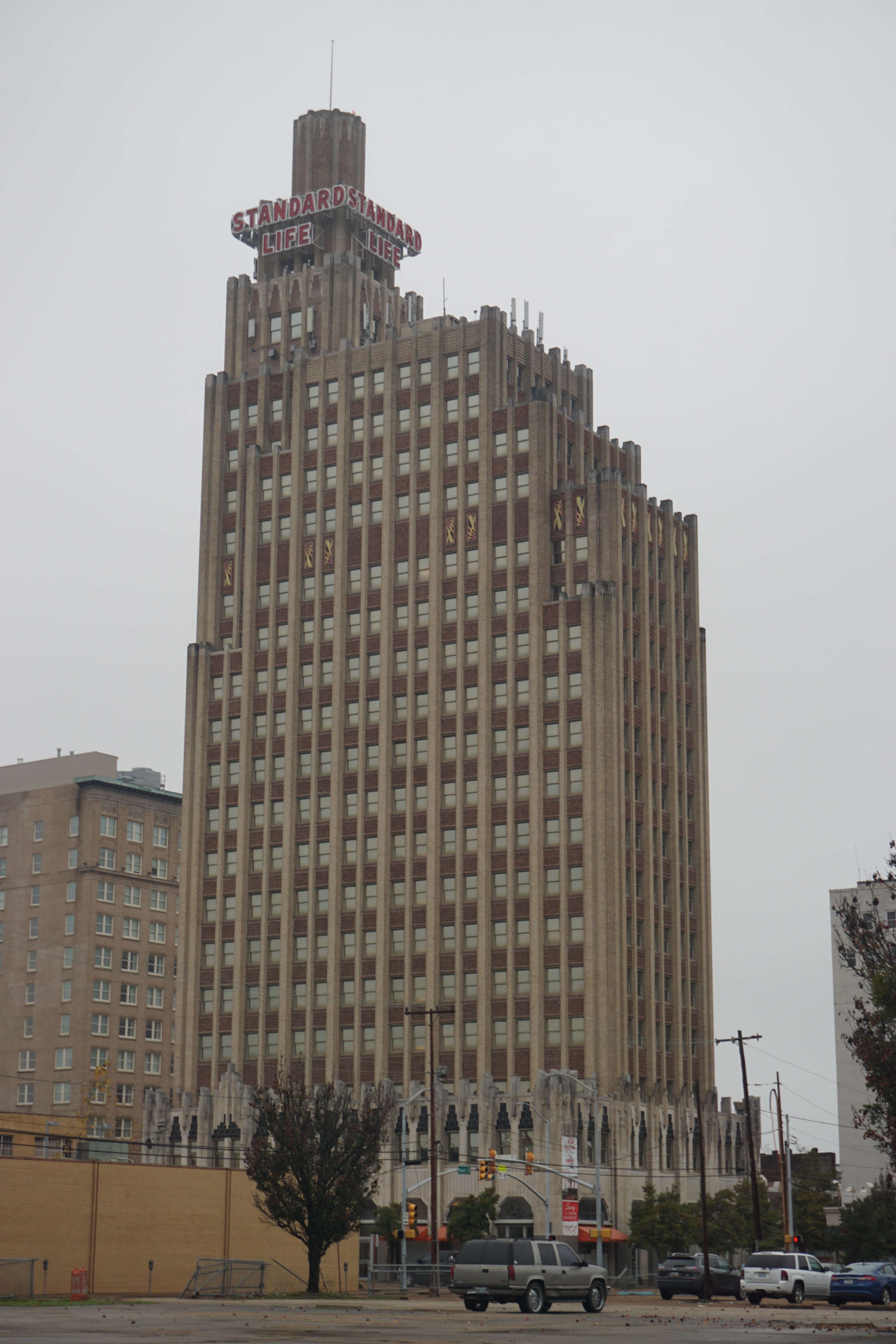
Vista general del Standard Life Building en 2008
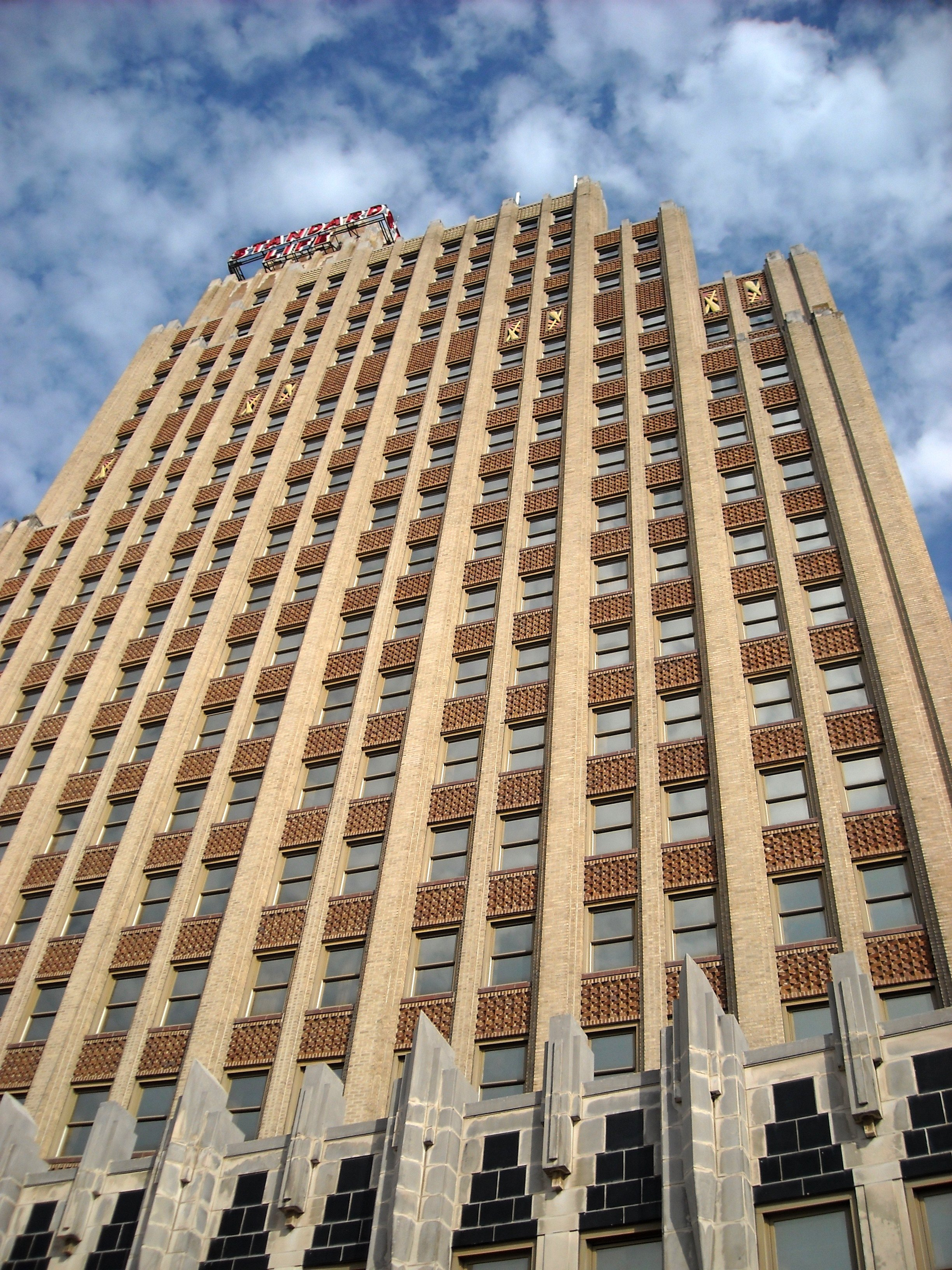
Fachada desde el nivel de la calle
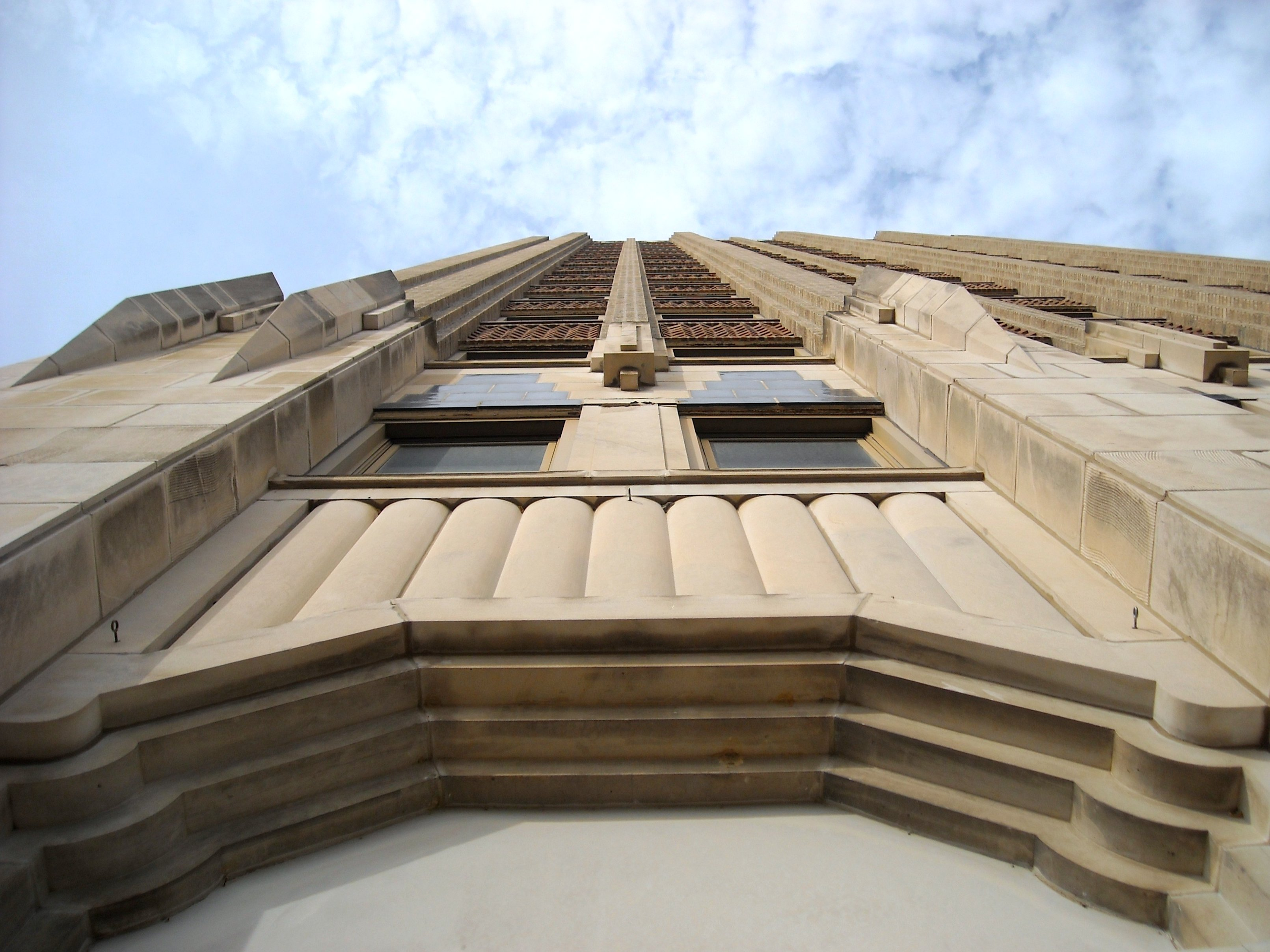
Relieves en la fachada